# American Graffiti 2
American Graffiti 2 (More American Graffiti) è un film del 1979 prodotto e scritto da George Lucas e diretto da Bill L. Norton. È il sequel del più celebre American Graffiti, grande successo del 1973. Il film racconta quattro storie che si svolgono in quattro anni diversi: 1964, 1965, 1966 e 1967, di ognuno si prende in considerazione il 31 dicembre, ultimo dell'anno. Ogni storia è girata con uno stile differente corrispondente ad altrettante tecniche di ripresa. Ognuna è divisa in 11 frammenti di circa 2 minuti, la durata di un disco a 45 giri.

## Trama
Nel corso del film si alternano quattro storie ambientate in realtà in anni diversi:
- 31 dicembre 1964: John Milner (Paul Le Mat) gareggia in una particolare corsa automobilistica. Mentre sembra al tramonto della carriera di pilota riesce a vincere il round finale grazie alla collaborazione di un rivale e rischiando di far esplodere il motore. Conosce una bella islandese che gli concede un appuntamento per il giorno successivo. Non ci andrà mai. Muore in un incidente stradale con un ubriaco quella notte stessa.
- 31 dicembre 1965: Terry Fields (Charles Martin Smith), amico di John Milner, è un soldato in prima linea nella Guerra del Vietnam. In una missione pericolosa salva la vita al proprio capitano che in cambio lo aiuta a disertare. Terry sembra morire durante un attacco nemico che provoca l'esplosione delle latrine che era condannato a pulire. In realtà non si trovava lì e si incammina con abiti civili nella giungla. Ha intenzione di rifugiarsi in Europa. Ufficialmente viene dichiarato disperso in una missione.
- 31 dicembre 1966: Debbie Dunham (Candy Clark), ex ragazza di Terry, è ormai fidanzata con un chitarrista hippy. Il poliziotto Bob Falfa (Harrison Ford) arresta il musicista per detenzione di stupefacenti. Debbie salva il fidanzato dalla prigione pagando la cauzione poi cerca di garantirgli un futuro artistico convincendo una band a fargli un'audizione. In realtà lui non la ama e lei troverà conforto con un membro del gruppo musicale. In futuro diventerà una cantante country.
- 31 dicembre 1967: I coniugi Laurie Henderson (Cindy Williams) e Steve Bolander (Ron Howard), vecchi amici di John Milner e Terry Fields, litigano sul futuro professionale di lei. Laurie vorrebbe trovare un lavoro ma Steve pretende che stia a casa a badare ai due gemelli. Lei arrabbiata si rifugia dal fratello minore, convinto pacifista, che la coinvolge in un'occupazione universitaria. La polizia massacra gli studenti a bastonate ma Steve salva Laurie dall'arresto rubando il furgone del carcere femminile. I due si riconciliano, lei potrà lavorare. Il 1968 è ormai alle porte e il 1962 sembra lontanissimo, appartenente ad un'altra epoca...